# Cesarea de Bitínia
Cesarea de Bitínia (en llatí Caesareia, en grec antic Καισάρεια) era una ciutat de Bitínia que menciona Claudi Ptolemeu i li donà també el nom de Smyrdalea o Smyrdiana.
Dió Crisòstom esmenta una ciutat d'aquest nom prop de Prusa. Esteve de Bizanci no en parla, encara que sota la veu Καισάρεια, diu que hi ha altres ciutats, a més de les que cita, que també porten aquest nom. La seva situació és desconeguda. Una ciutat avui anomenada Kesri o Balikesri (Vella Kesri), a la via entre Esmirna i Constantinoble, es va dir Cesarea, però és lluny de Bitínia.